# Gulaschsuppe

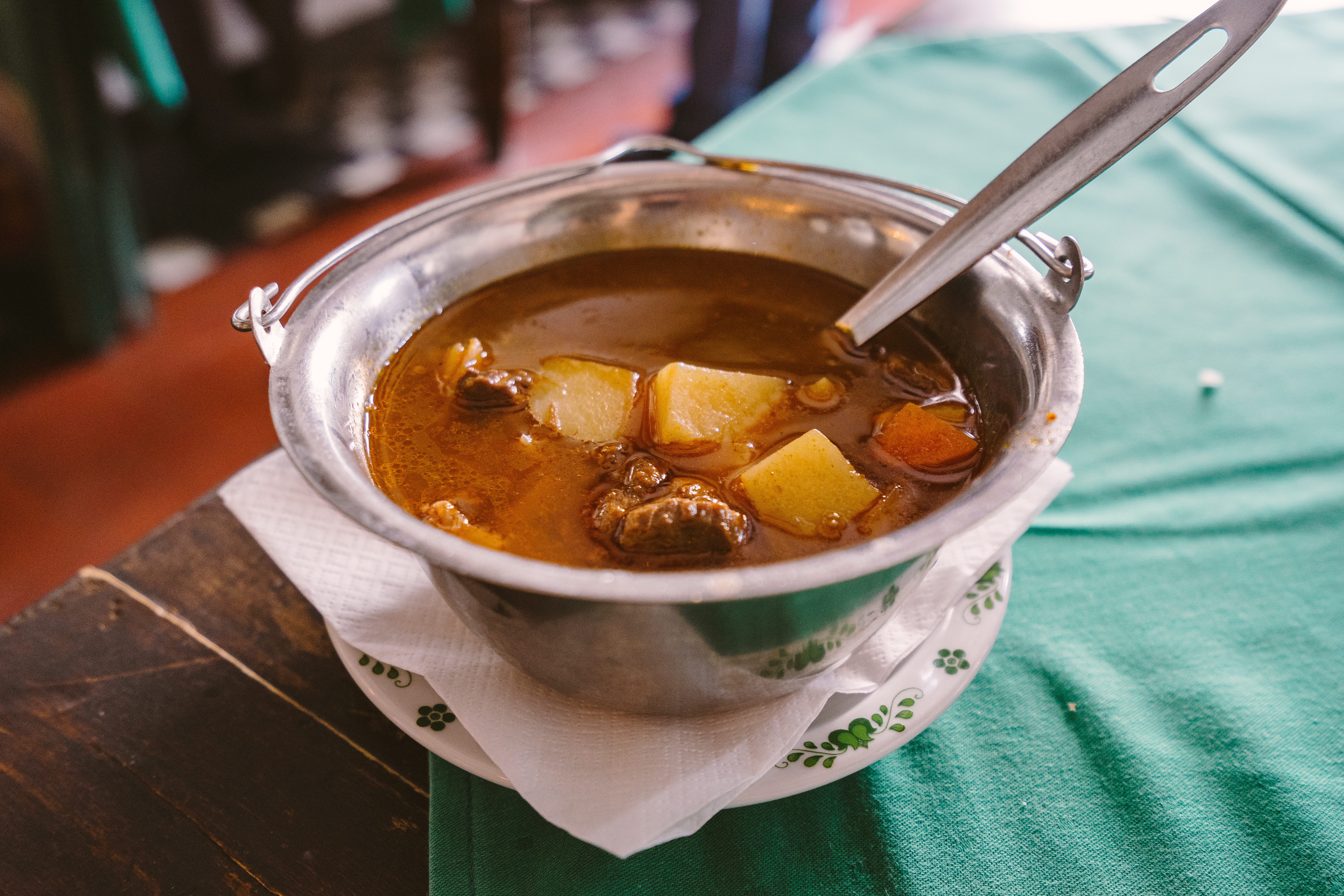
Gulaschsuppe serviert in einem Kesselchen

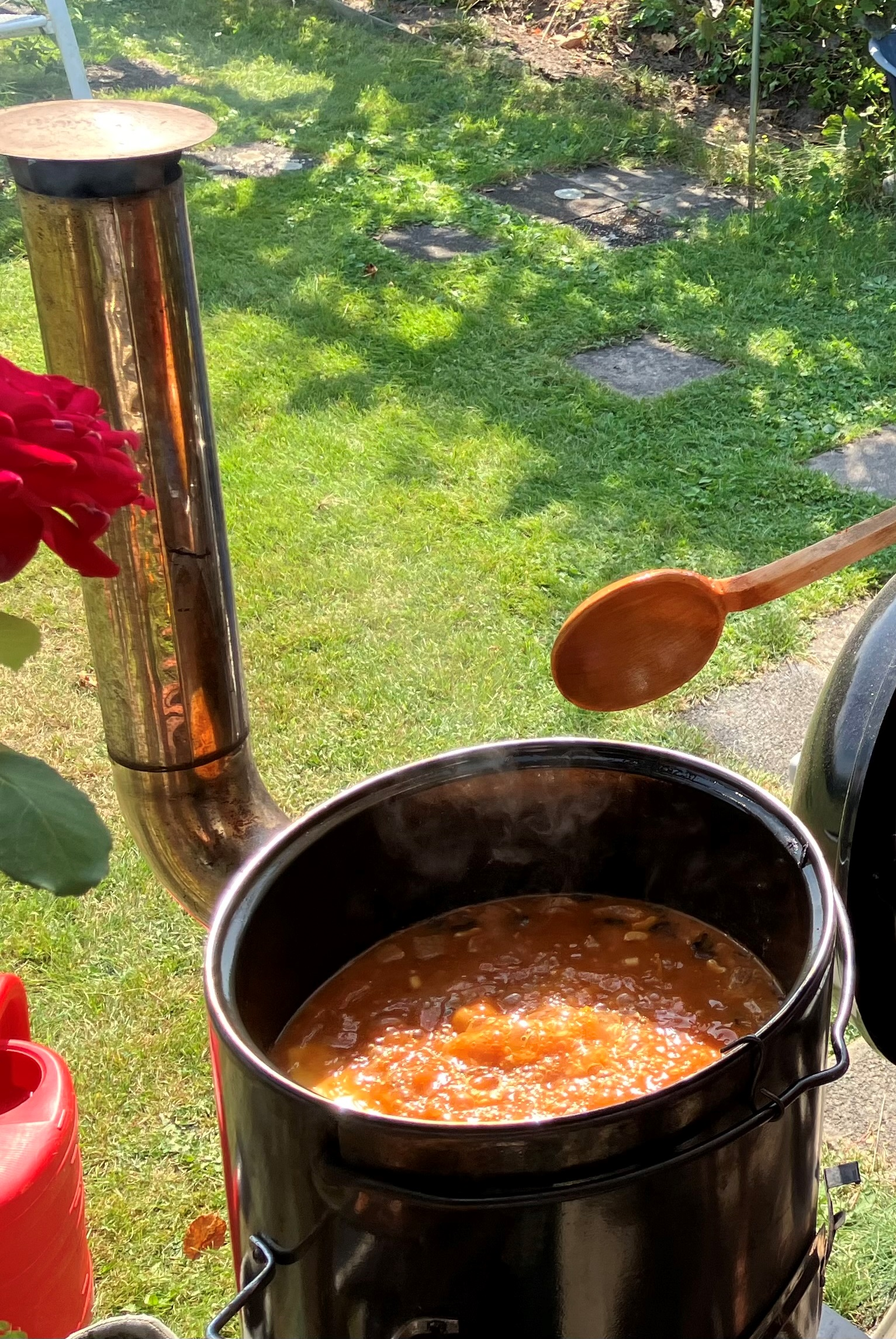
Gulaschsuppe zubereitet in einer mit Holz befeuerten Gulaschkanone.

Gulaschsuppe (ungarisch gulyásleves) ist eine Suppe, deren Ursprung in der ungarischen Küche liegt. Sie wird aus Fleischstückchen, meist Rind- oder Schweinefleisch, Zwiebeln, Knoblauch, Kümmel, Tomatenmark und Paprikapulver hergestellt, was der Suppe die typische tiefrote Farbe verleiht. Das ungarische Wort gulya bedeutet eigentlich Rinderherde, davon abgeleitet gulyás – der Rinderhirte.
In Deutschland wird nach der Richtlinie zur Beurteilung von Suppen und Soßen des Lebensmittelverbands Deutschland die Gulaschsuppe unter Verwendung von Rindfleisch und/oder Rindfleischextrakt hergestellt, die Fleischeinlage enthält weder Innereien noch Fleischbrät. Neben der klassischen Gulaschsuppe unterscheiden diese Richtlinien noch Spezialitäten, deren Eigenart und Bezeichnung nur durch andere Fleischarten und Rohstoffe gekennzeichnet ist: Gulaschsuppe kann jedoch auf vielfältige Weise zubereitet werden, so dass für jeden Geschmack eine Version existiert.
Der Name des Gerichts wurde erstmals im Jahr 1807 in deutscher Sprache in Form von Gujasfleisch gedruckt. Das erste Kochbuch, in dem ein Rezept für Gulasch erschien, wurde 1816 von Zsuszánna Rátz aus Miskolc veröffentlicht.

## Szegediner Gulaschsuppe
Diese Suppe wird unter Verwendung von Schweinefleisch und Sauerkraut hergestellt.

## Wiener Gulaschsuppe
Die Wiener Küche wandelt die Gulaschsuppe unter Mitverwendung von Kartoffeln ab. Gulaschsuppe Wiener Art wird im Gegensatz zu der als Eintopf gekochten Gulaschsuppe als gebundene braune Suppe hergestellt.

## Pußtasuppe
Als Pußtasuppe wird eine dunkle, besonders scharf gewürzte Gulaschsuppe bezeichnet.

## Zubereitung
Nach Franz Maier-Bruck wird für eine Gulaschsuppe Wade oder Vorderes vom Rind verwendet. Erst werden feingeschnittene Zwiebeln goldbraun in heißem Schweinefett geröstet, mit Rosenpaprika gestäubt und mit Rinderbrühe oder Wasser abgelöscht. Dann werden mit Salz, zerdrückter Knoblauchzehe, Majoran und Kümmel gewürzte Rindfleischwürfel dazugegeben und weich gedünstet, bis das Fett klar erscheint. Zuletzt wird mit Mehl leicht eingestäubt und mit Flüssigkeit aufgefüllt, Kartoffelwürfel beigegeben und fertiggekocht. Schärfe bekommt die Suppe durch feingeschnittene Pfefferoni; sie muss sehr heiß serviert werden.